# 투팍 우알파
투팍 우알파(Túpac Huallpa)는 피사로와 스페인 군대에 의해 처음으로 추대된 잉카 제국의 사파 잉카로, 본 이름은 아우키 우알파 투팍이다. 

## 생애
투팍 우알파는 아타우알파와 우아스카르의 어린 동생이었다. 1533년에 잉카 제국의 원래 황제였던 아타우알파가 스페인 군대에 의해 처형되자, 스페인 정복자들은 그를 대신 황제로 등극시키며, 그가 스페인인들의 명령만 잘 듣는다면 안전한 생활과 호화로운 일생을 영위하게 해주겠다고 회유한다. 그는 이 제안을 자의 반 타의 반으로 받아들이게 된다. 스페인인들이 이와 같은 조치를 한 이유는, 잉카의 국민들에게 허수아비 황제를 내세워 스페인 침략자들에 대한 반감을 최소화하고 이에 따른 반란이나 분열을 막기 위함이었다. 이때까지만 해도 투팍 우알파와 잉카인들은 수 백명밖에 되지 않는 스페인인들이 제국의 주권을 완전히 침탈하고 금과 은을 대량으로 약탈해 갈 것이라는 것을 몰랐을 가능성이 높다. 투팍 우알파의 재위기간은 매우 짧았고, 그는 1533년에 사망한다.